# Las Cuaches
Las Cuaches är en ort i Mexiko.   Den ligger i kommunen Pijijiapan och delstaten Chiapas, i den sydöstra delen av landet, 800 km sydost om huvudstaden Mexico City. Las Cuaches ligger 11 meter över havet och antalet invånare är 340.
Terrängen runt Las Cuaches är mycket platt. Havet är nära Las Cuaches åt sydväst. Runt Las Cuaches är det ganska glesbefolkat, med 27 invånare per kvadratkilometer. Närmaste större samhälle är La Esperanza, 2,1 km sydväst om Las Cuaches. Trakten runt Las Cuaches består till största delen av jordbruksmark.